# Xian de Shenze
Le xian de Shenze (深泽县 ; pinyin : Shēnzé Xiàn) est un district administratif de la province du Hebei en Chine. Il est placé sous la juridiction de la ville-préfecture de Shijiazhuang.

## Démographie
La population du district était de 249 179 habitants en 1999.